# Beauty Revealed
Beauty Revealed là một bức chân dung tự họa năm 1828 của họa sĩ người Mỹ Sarah Goodridge. Đây là một bức chân dung bằng màu nước tiểu họa trên một miếng ngà. Với nội dung chỉ mô tả bộ ngực trần của nghệ sĩ có vải trắng bao quanh bức tranh có kích cỡ 6,7 cm × 8 cm (2,6 in × 3,1 in), ban đầu gắn với mặt giấy phía sau, giờ đây được đóng trong khung hiện đại. Goodridge (lúc ấy 40 tuổi sau khi hoàn thành bức tiểu họa) mô tả bộ ngực toát lên đầy "sự cân đối, nhợt nhạt và nổi" nhờ có sự hài hòa của ánh sáng, màu sắc và cân xứng. Vải bọc xung quanh thu hút người xem chú tâm đến chúng, làm cho cơ thể bị "xóa mất".
Goodridge đã tặng bức chân dung cho chính khách Daniel Webster (thường xuyên được bà vẽ trong tranh và có thể là tình nhân) sau cái chết của vợ ông; bà có thể có chủ ý quyến rũ ông kết hôn với mình. Mặc dù Webster kết hôn với người khác nhưng gia đình ông vẫn giữ bức chân dung cho đến thập niên 1980, khi nó được bán đấu giá tại Christie's và được Gloria và Richard Manney mua lại vào năm 1981. Cặp đôi đã quyên tặng hoặc bán các bức tiểu họa trong bộ sưu tập nghệ thuật của họ (tính cả Beauty Revealed) cho Viện bảo tàng Mỹ thuật Metropolitan vào năm 2006.

## Miêu tả và nội dung
Beauty Revealed là một bức chân dung tự họa của Sarah Goodridge, mô tả bộ ngực trần, núm vú hồng, và nốt ruồi của bà. Chúng được thể hiện theo phép vẽ màu nhạt dần, đem đến hiệu ứng ba chiều. Mặc dù Goodridge đã 40 tuổi khi bà vẽ bức tiểu họa này, nhưng theo nhà phê bình nghệ thuật Chris Packard, bộ ngực của bà có vẻ trẻ hơn, với "sự cân đối, nhợt nhạt và nổi", một phần có được nhờ sự hài hòa của ánh sáng, màu sắc và cân xứng. Bao quanh bộ ngực là một vòng vải nhạt, dạng xoáy và có phản chiếu ánh sáng.

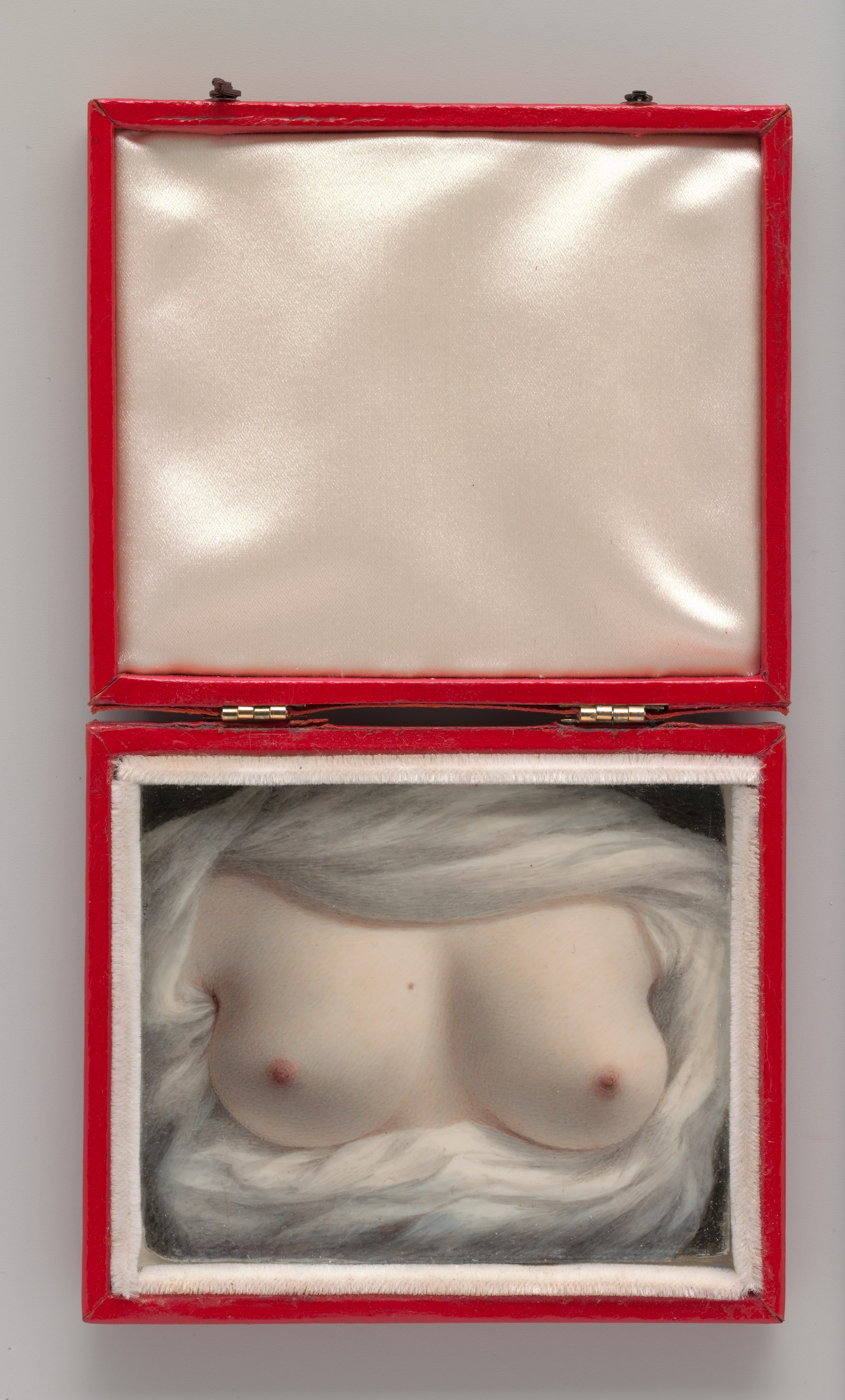
Bức tranh được nữ hoạ sĩ để trong một chiếc hộp.

Bức họa có kích cỡ 6,7 cm × 8 cm (2,6 in × 3,1 in) được đặt trong hộp; ban đầu tranh được đặt trên một mặt giấy, có ghi năm "1828" ở mặt sau. Tác phẩm là một bức họa màu nước trên chất liệu ngà, đủ mỏng để ánh sáng chiếu qua, từ đấy để cho bộ ngực "phát sáng". Đây là phương tiện phổ biến đối với các bức tiểu họa của Mỹ, nhưng trong trường hợp này còn được dùng làm phép so sánh cho phần da thịt có mặt trên đó.
Beauty Revealed được hoàn thành trong thời kỳ cực thịnh của tiểu họa chân dung, phương tiện được giới thiệu ở Hoa Kỳ vào cuối thế kỷ 18. Vào thời điểm Goodridge hoàn thành bức chân dung tự họa của mình, các bức tiểu họa ngày càng phức tạp và sống động hơn. Dòng thời gian Heilbrunn của Lịch sử Nghệ thuật mô tả Beauty Revealed là một tác phẩm theo kiểu tiểu họa mắt, mà vào thời điểm đó là một biểu hiện tình cảm phổ biến ở Anh và Pháp, nhưng không thịnh hành ở Hoa Kỳ. Những bức tiểu họa như thế cho phép hôn phu mang đi những bức chân dung của người thương mà không tiết lộ danh tính của người làm mẫu vẽ.

## Lịch sử
Goodridge là một họa sĩ vẽ tiểu họa chân dung có tiếng ở Boston, từng theo học Gilbert Stuart và Elkanah Tisdale. Bà có mối quan hệ lâu năm với Daniel Webster, một vị chính trị gia bắt đầu làm thượng nghị sĩ từ Massachusetts vào năm 1827. Webster gửi cho bà hơn 40 bức thư từ năm 1827 đến năm 1851, và theo thời gian, lời chào hỏi của ông dành cho bà ngày càng trở nên thân thiết; những bức thư cuối của ông được gửi đến "Người bạn tốt, thân yêu của tôi", chi tiết không giống lối viết thông thường của ông. Trong khi đó, bà vẽ chân dung hàng tá lần và rời quê hương Boston để đến thăm ông ở Washington, DC ít nhất hai lần, một lần vào năm 1828 sau cái chết của người vợ đầu tiên và một lần nữa vào năm 1841–42, khi Webster ly thân với người vợ thứ hai.
Goodridge hoàn thành bức Beauty Revealed vào năm 1828, dường như là bằng cách nhìn chính mình trong gương. Một số tác phẩm được dẫn ra là cảm hứng tiềm tàng, kể cả Ariadne Asleep on the Island of Naxos  của John Vanderlyn và tác phẩm điêu khắc Venus Victrix của Horatio Greenough. Goodridge gửi bức chân dung của mình cho Webster khi ông mới góa vợ, và dựa trên định dạng tiểu họa của nó, có khả năng nó chỉ dành cho đôi mắt của ông. Nhà phê bình nghệ thuật người Mỹ John Updike cho rằng nữ nghệ sĩ định hiến thân cho Webster; anh viết rằng bộ ngực trần dường như muốn nói rằng "Chúng em là để anh chiếm lấy, trong tất cả vẻ yêu kiều màu ngà của chúng em, với những núm vú mềm mại vẽ bằng chấm nhỏ của chúng em". Tuy nhiên, cuối cùng thì Webster lại kết hôn với một người phụ nữ khác giàu có hơn.
Sau khi Webster mất, Beauty Revealed tiếp tục được gia đình ông kế thừa, cùng với một bức chân dung tự họa khác mà Goodridge gửi cho ông. Con cháu của vị chính trị gia cho rằng Goodridge và Webster đã đính hôn. Cuối cùng bức tranh được đem bán đấu giá thông qua Christie's, với giá niêm yết là 15.000 đô la Mỹ, và được chuyển qua Phòng trưng bày Alexander của New York vào cuối năm ấy, rồi được các nhà sưu tập Gloria và Richard Manney ở New York mua lại. Cặp đôi đã đưa Beauty Revealed vào triển lãm "Tokens of Affection: The Portrait Miniature in America" vào năm 1991, được công diễn đến Viện bảo tàng Mỹ thuật Metropolitan (Met) ở New York, Bảo tàng Nghệ thuật Quốc gia Hoa Kỳ ở Washington, DC và Viện Nghệ thuật Chicago.
Beauty Revealed là một trong hơn 300 bức tiểu họa chân dung do cặp đôi này sở hữu, họ tặng nó cho Met vào năm 2006 như một phần của thỏa thuận mua/quà tặng trong bộ sưu tập của họ. Carrie Rebora Barratt và Lori Zabar của Met mô tả bức chân dung tự họa của Goodridge là bức hấp dẫn nhất trong số các bức tiểu họa "kỳ lạ và tuyệt vời" của những nghệ sĩ nhỏ trong bộ sưu tập. Hai năm sau, Beauty Revealed được đưa vào phần hồi tưởng, "The Philippe de Montebello Years: Curators Celebrate Three Decades of Acquisitions" nhằm trưng bày các tác phẩm được mua dưới nhiệm kỳ của nguyên giám đốc Met Philippe de Montebello. Holland Cotter của The New York Times chú ý tới bức chân dung tự họa của Goodridge, mô tả nó là "nổi bật". Năm 2009, các tác giả Jane Kamensky và Jill Lepore lấy cảm hứng từ Beauty Revealed (cũng như các bức tranh khác như Boy with a Squirrel của John Singleton Copley) cho cuốn tiểu thuyết Blindspot của họ. Tính đến  năm 2014, trang web của Met liệt Beauty Revealed vào nhóm tranh không được trưng bày.

## Phân tích
Sử gia nghệ thuật Dale Johnson mô tả Beauty Revealed là "thực tế đến mức quá ấn tượng", thể hiện khả năng khắc họa sắc thái ánh sáng và bóng tối của Goodridge. Bà nhận thấy các chấm và đổ bóng song song được sử dụng để tạo ra bức tranh thật tinh tế. Viết trong Antiques vào năm 2012, Randall L. Holton và Charles A. Gilday cho rằng bức tranh tiếp tục thể hiện một cái tôi kích thích "sởn da gà về tiềm năng khiêu dâm".
Packard viết rằng Beauty Revealed có vai trò như một loại cải dung trực quan, đại diện cho toàn diện Goodridge thông qua bộ ngực của bà. Trái ngược với bức chân dung tự họa "nặng nề" vào năm 1845 và bức hình phi khiêu dâm vào năm 1830, ông nhận thấy Beauty Revealed đưa Goodridge và đòi hỏi chú ý của mình lên hàng đầu. Cùng nhận định rằng vải bao quanh bộ ngực của bà dùng để chỉ một màn thể hiện (tương tự như bức màn của vaudeville), Packard miêu tả mắt của người xem đang chú tâm vào bộ ngực, trong khi phần còn lại của cơ thể Goodridge bị xóa mất và thành vật trừu tượng. Ông cho rằng điều này đã thách thức những giả định và định kiến về hình ảnh người phụ nữ e lệ, hướng nội ở thế kỷ 19.